# 安东·波沃尔尼
安东·波沃尔尼（德語：Anton Powolny，1899年8月29日—？），男，奥地利足球运动员。他曾当选1926-1927赛季意甲联赛最佳射手。